# 福斯特 (肯塔基州)
福斯特（英語：Foster）是位於美國肯塔基州布拉肯縣的一個非建制地區。

## 地理
福斯特所處的海拔為高於海平面161米（即528英呎），而該地所採用的時區為UTC-5，即北美東部時區（EST）。同時該地設有夏令時間，為UTC-5調快一小時，即UTC-4（EDT）。